# Braniștea Catârilor
Braniștea Catâriloreste o arie protejată (arie specială de conservare — SAC, sit de importanță comunitară — SCI) din România, desemnată în scopul protejării biodiversității și menținerii într-o stare de conservare favorabilă a florei spontane și faunei sălbatice, precum și a habitatelor naturale de interes comunitar aflate în arealul zonei de protecție. Aceasta este situată 311,1 ha, integral pe uscat.

## Localizare
Situl se întinde pe teritoriul administrativ al comunei Obârșia din județul Olt.  Centrul sitului Braniștea Catârilor este situat la coordonatele 43°53′32″N 24°14′41″E / 43.892289°N 24.244847°E.

## Înființare
Situl Braniștea Catârilor (ROSCI0011) a fost declarat sit de importanță comunitară în decembrie 2007 pentru a proteja 2 specii de animale. Situl a fost protejat și ca arie specială de conservare în mai 2022.

## Biodiversitate
Situată în ecoregiunea continentală, aria protejată conține 2 habitate naturale: Păduri stepice euro-siberiene cu Quercus spp., Tufișuri caducifoliate ponto-sarmatice.
La baza desemnării sitului se află mai multe specii protejate de  nevertebrate (2): croitorul mare al stejarului (Cerambyx cerdo), rădașcă (Lucanus cervus).